# Joel Roca
Roca  Casals est un nom espagnol. Le premier nom de famille, en général paternel, est Roca ; le second, en général maternel, souvent omis, est Casals.
Pour les articles homonymes, voir Roca.
Joel Roca Casals, né le 7 juin 2005 à Camprodon en Espagne, est un footballeur espagnol qui évolue au poste d'attaquant ou d'ailier au Girona FC.

## Biographie

### Carrière en club
Joel Roca commence le football dans sa ville natale, à l’UE Campodron, avant de rejoindre le centre de formation du FC Barcelone en 2016. En 2019, il intègre la formation de Girona FC, et dès septembre 2021, à 16 ans, il fait ses débuts avec la réserve en Tercera División.
Le 26 août 2022, à seulement 17 ans, il effectue ses débuts en Liga avec Girona, devenant le plus jeune joueur de l'histoire moderne du club à évoluer en première division,.
Après une grave blessure au genou (rupture de ligament croisé antérieur et du ménisque externe) durant la présaison 2023-2024, qui l’a écarté toute la saison, Roca est prêté au CD Mirandés en août 2024. En Segunda División, il s’illustre avec 6 buts et 3 passes décisives puis participe à tous les matchs de barrage pour la promotion. À la fin du prêt, il prolonge son contrat avec le Girona jusqu’en 2029.
De retour pour la présaison 2025-2026, Roca se distingue lors du Trophée Costa Brava (es) en marquant un superbe but contre Wolverhampton, ce qui lui vaut le titre de joueur du match. Il est ainsi intégré au onze de départ pour la première journée de championnat, deux semaines plus tard.

### En sélections nationales
Avec l'équipe d'Espagne des moins de 19 ans, Roca participe aux éliminatoires du championnat d'Europe des moins de 19 ans 2023.